# بيت محرم (السدة)

تعديل مصدري - تعديل

بيت محرم هي إحدى قرى عزلة الزعلاء بمديرية السدة التابعة لمحافظة إب، بلغ تعداد سكانها 228 نسمة حسب تعداد اليمن لعام 2004.